# Município de Sharon (condado de Richland, Ohio)
O município de Sharon (em inglês: Sharon Township) é um município localizado no condado de Richland no estado estadounidense de Ohio. No ano de 2010 tinha uma população de 9.125 habitantes e uma densidade populacional de 145,82 pessoas por km².

## Geografia
O município de Sharon encontra-se localizado nas coordenadas 40° 51′ 16″ N, 82° 41′ 38″ O. Segundo a Departamento do Censo dos Estados Unidos, o município tem uma superfície total de 62.58 km², da qual 62,35 km² correspondem a terra firme e (0,36 %) 0,23 km² é água.

## Demografia
Segundo o censo de 2010, tinha 9.125 habitantes residindo no município de Sharon. A densidade populacional era de 145,82 hab./km². Dos 9.125 habitantes, o município de Sharon estava composto pelo 98,17 % brancos, o 0,22 % eram afroamericanos, o 0,2 % eram amerindios, o 0,2 % eram asiáticos, o 0,19 % eram de outras raças e o 1,03 % eram de uma mistura de raças. Do total da população o 1,06 % eram hispanos ou latinos de qualquer raça.